# Physcia nashii
Physcia nashii är en lavart som beskrevs av Roland Moberg. Physcia nashii ingår i släktet Physcia och familjen Physciaceae.   Inga underarter finns listade i Catalogue of Life.